# وبستر (داکوتای شمالی)
وبستر (به انگلیسی: Webster) یک منطقهٔ مسکونی در ایالات متحده آمریکا است که در شهرستان رامسی، داکوتای شمالی واقع شده‌است. وبستر ۴۴۷٫۱۵ متر بالاتر از سطح دریا واقع شده‌است.